# 康晓
康晓，中华人民共和国政治人物、外交官。
1981年，接替彭华担任中华人民共和国驻几内亚大使。1983年，由禹惠民接任。